# Erich Elstner
Erich Elstner (25 de febrero de 1910 – 10 de febrero de 1972) fue un actor y director alemán.

## Biografía
Procedente de Liberec, en la actualidad parte de la República Checa, antes de la Segunda Guerra Mundial Elstner trabajó como actor teatral y de opereta en el Mahen-Theater de Brno, ocupándose más adelante también como director. Elstner fue también autor del libreto de la opereta Barbara, de Guido Masanetz, estrenada en Brno en 1941. Durante su estancia en Brno, en 1943 descubrió y promovió al joven actor Lutz Jahoda, que entonces tenía 16 años, y que posteriormente trabajó en la República Democrática de Alemania.
Hacia el final de la guerra, fue trasladado a un lazareto del ejército soviético en Bratislava, donde coincidió con Jahoda. Terminada la contienda, Elstner y su familia fueron a vivir a Viena con Jahoda y una tía suya; al igual que había hecho en Brno, continuó protegiendo a Jahoda como a un hijo adoptivo. 
Ya en 1947/8, Elstner fue actor, cantante y director en Berlín. En 1947 trabajó en el Metropol-Theater de la capital junto a Sonja Ziemann en el estreno mundial de la opereta Nächte in Shanghai, de Friedrich Schröder. A principios de la década de 1950 fue a Baden-Baden, donde trabajó para la emisora Südwestfunk. En años posteriores también actuó en algunas producciones televisivas y cinematográficas, así como en emisiones teatrales radiofónicas de SWR y en programas dedicados a Jules Maigret. 
Erich Elstner falleció en el año 1972. Había estado casado con la actriz y bailarina Hilde Engel, con la que tuvo cuatro hijos, el segundo de los cuales fue el presentador Frank Elstner.